# Anisostena lecontii
Anisostena lecontii är en skalbaggsart som först beskrevs av Joseph Sugar Baly 1864.  Anisostena lecontii ingår i släktet Anisostena och familjen bladbaggar. Inga underarter finns listade i Catalogue of Life.